# Liublîne, Berezanka
Liublîne (în ucraineană Люблине) este un sat în comuna Tașîne din raionul Berezanka, regiunea Mîkolaiiv, Ucraina.

## Demografie
Componența lingvistică a localității Liublîne
     Ucraineană (97,3%)
     Rusă (1,35%)
     Română (1,35%)
Conform recensământului din 2001, majoritatea populației localității Liublîne era vorbitoare de ucraineană (97,3%), existând în minoritate și vorbitori de rusă (1,35%) și română (1,35%).